# Charles-Louis d’Authville Des Amourettes
Charles-Louis d’Authville ou d’Authuille Des Amourettes, né en 1716 et mort à Paris en août 1765, est un militaire français.
Il a rédigé pour l’Encyclopédie de Diderot et D’Alembert quatre articles sur l’art militaire : Équitation, Escadron, Étendard, Exercice. Ceux-ci sont jugés décevants, et sont partiellement repris dans son Essai sur la cavalerie

## Œuvres
- Essai sur la cavalerie tant ancienne que moderne auquel on a joint les instructions & les ordonnances nouvelles qui y ont rapport, avec l’état actuel des troupes à cheval, leur paye, &c., à Paris, chez Charles-Antoine Jombert, imprimeur-libraire du Corps royal de l’artillerie & du génie, rue Dauphine, à l’Image de Notre-Dame. 1756[4].
- L’Antilégionaire françois, ou le Conservateur des constitutions de l’infanterie, Wésel, 1762.
- Nicolas Deschamps (sieur des Landes, officier, précepteur du duc de Bourbon), Mémoires des deux dernières campagnes de M. de Turenne en Allemagne (...), nouvelle édition revue et corrigée par M. d’Authville Des Amourettes, N. Wilmer, 1756.

## Pour approfondir